# كريستوفر قاي هاريسون
كريستوفر قاي هاريسون (بالإنجليزية: Christopher Guy Harrison) هو مصمم أثاث ‏ بريطاني، ولد في 3 سبتمبر 1960.